# تشالي خماز
تشالي خماز هي قرية في مقاطعة مياندوآب، إيران. عدد سكان هذه القرية هو 1,501 في سنة 2006.